# Jordens børn
Jordens Børn er en serie skrevet af Jean M. Auel. Jean er født år 1936, hun påbegyndte sin forskning i 1977 i forhistoriske forhold. Den første bog blev udgivet i år 1980, som blev hendes debut bog. Jordens børn består af 6 bind.
Den sidste og afsluttende bog, Hulernes Sang, udkom d. 29. marts 2011.
Serien består:
1. Hulebjørnens Klan – På engelsk: The Clan of the Cave Bear – Oversat af: Henning Albrechtsen
2. Hestenes Dal – På engelsk: The Valley of Horses – Oversat af: Vibeke Weitemeyer
3. Mammutjægerne – På engelsk: The Mammoth Hunters – Oversat af: Vibeke Weitemeyer
4. Rejsen Over Stepperne – På engelsk: The Plains of Passage – Oversat af: Vibeke Weitemeyer
5. Folket I Klippehulerne – På engelsk: The Shelters of Stone – Oversat af : Vibeke Weitemeyer
6. Hulernes Sang – På engelsk: The Land of Painted Caves – Oversat af : Hanna Lützen